# (752) Суламита
(752) Суламита (ивр. שולמית‎ — небольшой астероид главного пояса, который был обнаружен 30 апреля 1913 года русским астрономом Григорием Неуйминым в Симеизской обсерватории и назван в честь Суламиты, возлюбленной царя Соломона.
Фотометрические наблюдения, проведённые в 2004—2005 годах, позволили получить кривые блеска этого тела, из которых следовало, что период вращения астероида вокруг своей оси равняется 27,367 ± 0,005 часам, с изменением блеска по мере вращения 0,20 ± 0,03 m.